# Thornloe
Thornloe es un pueblo canadiense situado en la provincia de Ontario.

## Superficie
Thornloe tiene una superficie de 6,59 km².

## Demografía
En 2021, tenía 92 habitantes, una densidad poblacional de 14 hab./km², y 53 viviendas.